# Walter de Baltrodin
Walter de Baltrodin est un prélat écossais mort en 1270. Il est évêque de Caithness de 1263 à sa mort.